# RB VCARB 02
Az RB VCARB 02 egy Formula–1-es versenyautó, amelyet a Racing Bulls csapat tervezett és versenyeztetett a 2025-ös Formula–1 világbajnokság során. Pilótái a szezon kezdetén Cunoda Júki és Isack Hadjar voltak, valamint a harmadik futamtól kezdve az előbbi helyére beülő Liam Lawson.

## Áttekintés
A csapat az autóját a többiekkel együtt, február 14-én mutatta be egy nagyszabású show keretein belül. Nagy feltűnést keltett a fehér alapú festés, amelyet egy ideje már csak alkalmi festéseken lehetett látni a sportágban. Miamiban a "Red Bull Summer Edition" energiaitalra emlékeztető rózsaszínes festést is használtak, a brit nagydíjon pedig egy graffiti-szerű festést. Ez volt az utolsó idény, amikor a csapat a Honda RBPT egységeket használta.
A csapat újonc versenyzője Hadjar volt, aki az ausztrál nagydíjon azzal keltett feltűnést, hogy már a felvezető körön hibázott, és kiesett. Ez azonban nem szegte kedvét és viszonylag konzisztens teljesítménnyel rukkolt elő, pontokat szerezve. Cunoda az első két versenyen felemás teljesítményt nyújtott: a kínai sprintfutamon szerzett három pontot, de a versenyeken messze volt a pontszerzéstől. Japántól aztán ő és az addig a Red Bullnál versenyző Lawson helyet cseréltek. Lawson csapnivaló versenyekkel kezdett a csapatnál, jobbára a mezőny hátsó traktusaiban végezve, de aztán magára talált, és szép eredményeket is elért, mint az osztrák nagydíjon egy hatodik helyezés.

## Eredmények
| Év   | Csapat                             | Motor         | Gumik | Pilóták      | Futamok | Futamok | Futamok | Futamok | Futamok | Futamok | Futamok | Futamok | Futamok | Futamok | Futamok | Futamok | Futamok | Futamok | Futamok | Futamok | Futamok | Futamok | Futamok | Futamok | Futamok | Futamok | Futamok | Futamok | Pontok | Helyezés |
| Év   | Csapat                             | Motor         | Gumik | Pilóták      | AUS     | CHN     | JPN     | BHR     | SAU     | MIA     | EMI     | MON     | ESP     | CAN     | AUT     | GBR     | BEL     | HUN     | NED     | ITA     | AZE     | SIN     | USA     | MXC     | SAP     | LVG     | QAT     | ABU     | Pontok | Helyezés |
| ---- | ---------------------------------- | ------------- | ----- | ------------ | ------- | ------- | ------- | ------- | ------- | ------- | ------- | ------- | ------- | ------- | ------- | ------- | ------- | ------- | ------- | ------- | ------- | ------- | ------- | ------- | ------- | ------- | ------- | ------- | ------ | -------- |
| 2025 | Visa Cash App Racing Bulls F1 Team | Honda RBPT003 | P     | Isack Hadjar | NI      | 11      | 8       | 13      | 10      | 11      | 9       | 6       | 7       | 16      | 12      | KI      |         |         |         |         |         |         |         |         |         |         |         |         | 36     | 7.       |
| 2025 | Visa Cash App Racing Bulls F1 Team | Honda RBPT003 | P     | Cunoda Júki  | 12      | 166     |         |         |         |         |         |         |         |         |         |         |         |         |         |         |         |         |         |         |         |         |         |         | 36     | 7.       |
| 2025 | Visa Cash App Racing Bulls F1 Team | Honda RBPT003 | P     | Liam Lawson  |         |         | 17      | 16      | 12      | KI      | 14      | 8       | 11      | KI      | 6       | KI      |         |         |         |         |         |         |         |         |         |         |         |         | 36     | 7.       |

- † – Nem fejezte be a futamot, de rangsorolva lett, mert teljesítette a versenytáv 90%-át.
- Kis számmal jelezve a sprintfutamon elért helyezés, ha az pontszerzéssel járt együtt.
- Cunoda a kínai sprintfutamon 3 pontot szerzett.

## Fordítás
Ez a szócikk részben vagy egészben  a   Racing Bulls VCARB 02 című angol Wikipédia-szócikk ezen változatának fordításán alapul.  Az eredeti cikk szerkesztőit annak laptörténete sorolja fel. Ez a jelzés csupán a megfogalmazás eredetét és a szerzői jogokat jelzi, nem szolgál a cikkben szereplő információk forrásmegjelöléseként.